# Tikhomirov (cráter)
Tikhomirov está formado por los restos muy erosionados de un cráter de impacto perteneciente a la cara oculta de la Luna. Se encuentra al noreste del cráter más pequeño Konstantinov, y al suroeste de Trumpler. Más al oeste-noroeste se halla el Mare Moscoviense, uno de los pocos maria del lado lejano de la Luna.
Este cráter ha sido tan fuertemente erosionado por impactos posteriores que es difícil distinguirlo del terreno cercano. Se puede discernir una ligera depresión en la superficie y los rastros del borde exterior, pero es idéntico al terreno circundante en el lado opuesto.

## Cráteres satélite
Por convención estos elementos son identificados en los mapas lunares poniendo la letra en el lado del punto medio del cráter que está más cercano a Tikhomirov.
|            | \| Tikhomirov \| Coordenadas \| Diámetro \| \| ---------- \| ------------------------------ \| -------- \| \| J \| 20°54′N 165°42′E / 20.9, 165.7 \| 29 km \| \| K \| 21°18′N 163°54′E / 21.3, 163.9 \| 23 km \| \| N \| 21°06′N 161°24′E / 21.1, 161.4 \| 18 km \| \| R \| 24°06′N 160°18′E / 24.1, 160.3 \| 21 km \| \| T \| 25°24′N 158°48′E / 25.4, 158.8 \| 26 km \| \| X \| 27°18′N 160°36′E / 27.3, 160.6 \| 24 km \| \| Y \| 28°18′N 160°18′E / 28.3, 160.3 \| 20 km \| |          |
| Tikhomirov | Coordenadas | Diámetro |
| J          | 20°54′N 165°42′E / 20.9, 165.7 | 29 km    |
| K          | 21°18′N 163°54′E / 21.3, 163.9 | 23 km    |
| N          | 21°06′N 161°24′E / 21.1, 161.4 | 18 km    |
| R          | 24°06′N 160°18′E / 24.1, 160.3 | 21 km    |
| T          | 25°24′N 158°48′E / 25.4, 158.8 | 26 km    |
| X          | 27°18′N 160°36′E / 27.3, 160.6 | 24 km    |
| Y          | 28°18′N 160°18′E / 28.3, 160.3 | 20 km    |